# Голенкова Валентина Михайлівна
Валентина Михайлівна Голенкова (нар. 7 травня 1992) — українська гімнастка, Майстер спорту України міжнародного класу.
Валентина Голенкова представляла Україну на Пекінській олімпіаді. Її найкраще місце — 37 в абсолютному заліку.